# Военновъздушни сили на Киргизстан
Военновъздушни сили на Киргизстан (на киргизки: Кыргыз Республикасы Аскер-аба күчтөрү) са ВВС на въоръжените сили на Република Киргизстан. Официалният празник на военновъздушните сили е Денят на авиацията на 18 август.

## История
Военната авиация в Киргизката ССР датира от декември 1941 г. Военновъздушните сили на Киргизстан са наследени от централната школа за обучение на съветските военновъздушни сили (сега Военен институт на въоръжените сили на Киргизката република). Представени са няколко L-39, някои разглобени МиГ-21, Ми-8 и Ми-24. Само няколко L-39 и някои хеликоптери обаче могат да летят. Съобщава се, че всички самолети са базирани в Кант, заедно с руската 999-та авиобаза.
Поради разходите и военната доктрина, Киргизстан не развива своя въздушен капацитет; голям брой прехващачи МиГ-21, взети назаем от Русия, са върнати през 1993 г., въпреки че редица бивши съветски въздушни бази остават на разположение. През 1996 г. около 100 изведени от експлоатация МиГ-21 остават в Киргизстан, заедно с деветдесет и шест учебни L-39 и шестдесет и пет хеликоптера. Силите за противовъздушна отбрана получават помощ от Русия, която изпраща военни консултантски части за създаване на система за отбрана. Руснаците също помагат с патрулирането на въздушното пространство на Киргизстан като част от Обединената система за противовъздушна отбрана на ОНД. В момента Киргизстан разполага с двадесет и шест ракети земя-въздух SA-2 и SA-3 в своя арсенал за противовъздушна отбрана. През 2002 г. киргизкото правителство разрешава на САЩ да използват военновъздушната база Манас за поддържащи операции във войната срещу тероризма. Това споразумение продължава до юни 2014 г.
Силите за противовъздушна отбрана са създадени с указ на президента Курманбек Бакиев от 27 юли 2006 г. На 11-ата си годишнина през 2017 г. е връчено бойното им знаме. През август 2019 г. военновъздушните сили отбелязват 60-ата годишнина на военната авиация в страната, като организират въздушен парад в Чуйска област.
По време на посещението на президента на Киргизстан Садир Джапаров в Русия на 24-25 февруари 2021 г. е постигнато споразумение за доставка на зенитно-ракетни системи С-300 и безпилотни летателни апарати за Бишкек. Към 22 април 2022 г. системите С-300 все още не са получени.

## Структура
- Щаб на ВВС (Бишкек)
- 5-та гвардейска самостоятелна зенитно-ракетна бригада (Бишкек)
- 11-та бригада ПВО (Ош)
- 44-ти самостоятелен радиотехнически батальон (Григорьевка)
- Авиобаза Фрунзе-1 (Бишкек)
- Централен команден пункт на Северната група сили (Бишкек)

## Самолети
| Тип                                            | Производство                                   | Вид                                            | Количество                                     | Заб.                                           |
| Техника и въоръжение на Киргизстан към 2022 г. | Техника и въоръжение на Киргизстан към 2022 г. | Техника и въоръжение на Киргизстан към 2022 г. | Техника и въоръжение на Киргизстан към 2022 г. | Техника и въоръжение на Киргизстан към 2022 г. |
| Самолети                                       | Самолети                                       | Самолети                                       | Самолети                                       | Самолети                                       |
| ---------------------------------------------- | ---------------------------------------------- | ---------------------------------------------- | ---------------------------------------------- | ---------------------------------------------- |
| Ан-26                                          | СССР                                           | транспортен                                    | 2                                              |                                                |
| Л-39                                           | СССР                                           | учебно-боен                                    | 4                                              |                                                |
| Ан-2                                           | СССР                                           | транспортен                                    | 4                                              |                                                |
| Вертолети                                      |                                                |                                                |                                                |                                                |
| Ми-8МТВ                                        | СССР                                           | многоцелеви                                    | 12                                             | 8 Ми-8МТВ 4 Ми-8МТ                             |
| Ми-24д                                         | СССР                                           | транспортно-боен                               | 2                                              |                                                |
| Ми-17В5                                        | Русия                                          | многоцелеви                                    | 1                                              |                                                |
| ПВО                                            |                                                |                                                |                                                |                                                |
| QW-2                                           | Китай                                          | ПЗРК                                           | Неизвестно кол-во                              |                                                |
| С-75М3                                         | СССР                                           | ЗРК                                            | 6                                              |                                                |
|                                                | СССР                                           | ПЗРК                                           | Неизвестно кол-во                              |                                                |
| C-125М1                                        | СССР                                           | ЗРК                                            | 8                                              |                                                |
| Круг                                           | СССР                                           | ЗРК                                            | 13                                             |                                                |
| Безпилотна авиация                             |                                                |                                                |                                                |                                                |
| Орлан-10                                       | Русия                                          | разузнавателен                                 | Неизвестно кол-во                              |                                                |

## Извадени от употреба
Предишни експлоатирани самолети от ВВС са L-39 Albatros, МиГ-21, МиГ-23, МиГ-29, Ан-12 и Туполев Ту-134.